# Paepalanthus sicifolius
Paepalanthus sicifolius är en gräsväxtart som beskrevs av Silveira. Paepalanthus sicifolius ingår i släktet Paepalanthus och familjen Eriocaulaceae. Inga underarter finns listade i Catalogue of Life.